# Egipčanska književnost
Egipčanska književnost je nastala v obdobju Starega Egipta (okoli leta 3000 pr. n. št.)  in se razvijala do prihoda Aleksandra Velikega (332 pr. n. št.), ko je postala sestvani del henelistične kulture. Kot večina književnosti najstarejših obdobij je tudi ta zelo religioznega in mitološkega značaja.
Egipčansko književnost je lahko razdelimo na poezijo in prozo. Razvite dramatike še ni bilo. S književnostjo so se lahko ukvarjali predvsem vladajoči sloji in pisarji.
Besedila iz Starega Egipta so raziskovalcem postala dostopna šele v 19. stoletju, ko je francoski arheolog Champollion razvozlal pisavo hieroglifov.

## Egipčanske pesmi in knjige
V mitih so pogosti opisi potovanj v onostranstvo ter prošnje in nasveti za posmrtno življenje, zato ni nič nenavadnega, da so večino besedil odkrili v grobnicah in piramidah. Izmed knjig je najbolj pomembna in razširjena Egipčanska knjiga mrtvih. Veliko je verskih himn, ki so posvečene egipčanskemu bogu Amonu. Pesem nosačev žita spada med prve socialne pesmi. Govori o naporih in težkem in smrtno nevarnem delu kmečkih in pristaniških delavcev.

### Egipčanskaproza
Staroegipčanska mitologija je zaradi velikega števila božanstev težko razumljiva. Težko je določiti tudi mejo med pisateljevo domišljijo in pravo mitološko snovjo.
Na ostankih starih umetnin so ohranjene tudi zgodbe, bajke in pravljice, kjer se prvič v razvoju svetovne književnosti pojavijo motivi duhov in čarovniške teme. V prozi poznamo zbirke modrostnih naukov, izrekov in misli, poučne zgodbe, nasvete, prerokbe, svarila, žalostinke in prva zgodovinska poročila.

### Egipčanskapoezija
V poeziji so nastajale različne zvrsti: delovne pesmi, ljubezenske pesmi, verske himne, pesmi za sprostitev. Pesmi so bile sestavljene iz kitic.
Ohranjenih je približno 60 ljubezenskih pesmi. Vse so iz časa Nove države in napisane v novoegipčanskem jeziku. Razpoloženje v njih je raznoliko, resno ali veseljaško, odnos do ljubezenske teme je zelo svoboden in izrazito čuten. 
Egipčanski pesnik je bil najuspešnejši, kadar so bile njegove pesmi zelo oseben pomen. V pesmih najdemo veliko zapletenih besednih iger, nizanja kratkih pesmic, ki se morajo začeti in končati s številko, ki jo ima pesem v zaporedju, dolgočasnih odlomkov, izposojenih iz starih priljubljenih pesmi, morda z namenom, da bi jih znova obudili. Nekatere ljubezenske pesmi iz Novega kraljestva so kljub svojim lastnostim zelo očarljive. Posebnosti sloga in zgradbe pesmi ter knjig so imele verjetno magičen ali obreden pomen.

## Literetura
- Georges Jean: Pisava spomin človeštva, Ljubljana 1994
- George Hart: Stari Egipt, Murska Sobota 1994
- Karen Brookfield: Pisave, Slovaška 1999